# برنارد بارو
برنارد بارو (بالإنجليزية: Bernard Barrow)‏ هو مخرج وممثل أمريكي، ولد في 30 ديسمبر 1927 بنيويورك في الولايات المتحدة، وتوفي بنفس المكان في 4 أغسطس 1993 بسبب سرطان الرئة.

## وصلات خارجية
- برنارد بارو على موقع IMDb (الإنجليزية)
- برنارد بارو على موقع ألو سيني (الفرنسية)
- برنارد بارو على موقع أول موفي (الإنجليزية)
- برنارد بارو على موقع قاعدة بيانات الأفلام السويدية (السويدية)
- برنارد بارو على موقع قاعدة بيانات الفيلم (الإنجليزية)
- برنارد بارو على موقع كينوبويسك (الروسية)